# Crato, Ceará
Crato är en stad och kommun i nordöstra Brasilien och ligger i delstaten Ceará. Den är belägen några kilometer väster om Juazeiro do Norte, med vilken Crato har pendeltågsförbindelse med. Folkmängden i centralorten uppgick år 2010 till cirka 93 000 invånare.

## Administrativ indelning
Kommunen var år 2010 indelad i tio distrikt:
- Baixio das Palmeiras
- Bela Vista
- Belmonte
- Campo Alegre
- Crato
- Dom Quintino
- Monte Alverne
- Ponta da Serra
- Santa Fé
- Santa Rosa